# کالکوداه
کالکوداه (به لاتین: Kalkudah) یک منطقهٔ مسکونی در سری‌لانکا است که در ناحیه باتیکالوا واقع شده‌است.

## شهرهای خواهرخوانده
- نورنبرگ، بایرن، آلمان